# 獄門島 (1977年の映画)
『獄門島』（ごくもんとう）は、1977年（昭和52年）8月27日に公開された日本映画。横溝正史作による同名の長編推理小説の映画化作品の一作であり、市川崑監督・石坂浩二主演による金田一耕助シリーズの3作目にあたる。製作は東宝映画、配給は東宝。カラー、スタンダード・サイズ。

## 受賞
- 第2回報知映画賞助演男優賞（加藤武）
- 日本映画テレビプロデューサー協会エランドール賞（浅野ゆう子）

## ストーリー（原作との差異）
本作では、原作で殺害実行経緯の詳細が明らかにならない実行犯2名を軽微な従犯に変え、一方で原作では特に個性的には描かれていない勝野の出自や境遇を詳細に設定し、雪枝と月代の殺害実行犯としている。
勝野は病身の母親と巡礼の旅をしていたが、その母親が死亡して1人となり、行き倒れかけたところを了然に助けられて、本鬼頭で下働きをするようになる。成長してから嘉右衛門に手籠めにされたが、表立って妾の立場になることもなく下働きを続けていた。一（ひとし）と早苗の兄妹は与三松の弟（原作では名前が明らかでないが「与四梅（よしうめ）」と設定されている）の子ということになっているが、実は嘉右衛門が勝野に産ませた子であった。一は勝野が隠していた臍の緒を見つけて事実を知っており、出征前に早苗にも伝えていた。月代殺害時に現場を去る勝野の姿を見た早苗は、庇うために凶器の手ぬぐいを回収し、与三松を座敷牢から脱走させている。
花子は撲殺であり、原作のように撲打のあと絞殺したのではない。了然はリューマチの症状のため両手に力を入れて絞殺することができなかった。残り2人はいずれも勝野が絞殺している。勝野は嘉右衛門の遺言を立ち聞きして内容を知っており、千万太がそれを知っていたのは勝野が戦地へ知らせたからである。了然が花子殺害に着手したため、勝野は我が子である一のためと、了然の罪を被って恩義に報いるために、残り2人の殺害を実行した。
雪枝は背の高い草が生い茂っている野原に呼び出して絞殺したのを、了然が見立て殺人の計画通りに処理していた。このとき勝野は警察の聴取が終わった巴と鵜飼を分鬼頭へ送る役目にあたっていたが、実際には邸外まで見送るだけに留めて殺害現場へ向かっていたことが終盤で判明する。トリックに用いた舞台用釣鐘を現場に運搬したのは村長と幸庵である。清水巡査と了然が行方不明の雪枝を分鬼頭へ探しに行くときに振袖が釣鐘から出ていないことを確認し、その帰り道に幸庵が海賊（復員兵）に遭遇格闘して悲鳴をあげたため清水巡査と了然が別行動になり、その間にトリックを実行した。月代の殺害および見立ては勝野が全て実行しており、見立てに用いた萩の造花は芝居小屋跡から持ち出したものである。
金田一が寺で真相を説明したあと、了然は了沢への伝法のため逮捕を猶予するよう懇願し、警部はそれを認める。そこへ一の戦死公報が来たことを知らせに村長が来て、復員詐欺の事実が明らかになる。一方本鬼頭では、親子関係も犯行も早苗に知られていたことを知った勝野が自殺しに行こうとするのを早苗が止めようと争っていた。そこへ金田一が来て寺での様子を話す。昔話を打ち明けて落ち着きを取り戻した勝野が席を外したとき、話しかけるタイミングを失っていた幸庵が現れ戦死公報の件を知らせる。早苗が金田一にすがりついて泣いている間に勝野は抜け出して寺へ行き、了然と共に寺から抜け出して断崖から海へ投身自殺した。
本作では、勝野だけでなくお小夜についても過去の経緯を具体的に映像化している。基本的に原作に準拠しているが、以下のような追加設定や改変がある。
- 嘉右衛門は原作よりも好色な設定であり、祈祷中のお小夜を手籠めにしたこともある。
- 与三松の弟が海難で死亡したのは原作通りだが、お小夜は自分が念じ殺したのだから死体はあがらないと雪枝妊娠中に発言していた。
- お小夜は月代と雪枝を芝居小屋（網蔵を改造したもの）で産み育てていたが、花子を妊娠した臨月に本鬼頭へ乗り込んで屋敷内での出産を要求し、まだ出産日ではないという嘉右衛門の前で祈祷により意図的に早産することで正式な後添えに納まり、芝居をやめて専ら祈祷師として活動するようになった。そのあと座敷牢での狂死に至るまでの詳しい経緯は明らかにされない。

映像の構図などに直接影響する原作からの改変としては、以下を挙げることができる。
- 原作では全て夜間に行われた三姉妹および海賊（復員兵）の殺害が、花子を除いて全て昼間になっている（ただし雪枝殺害時は濃霧）。その結果、夜間に殺害された花子とその翌朝に殺害された雪枝の葬儀は月代殺害前に同時に行われている。
- 花子殺害の知らせを聞いた早苗と勝野は、強くなった雨の中を寺へ急ぐ。そのとき、花子の持っていた鵜飼の手紙が地面に落ちるのを早苗が目撃する。
- 雪枝の死体を確認するため、釣鐘を棒で持ち上げて松の枝で止めた後、突風で松の木が揺れたため枝が折れて棒が外れ、釣鐘が地面に戻って雪枝の首が飛んでしまう。

登場人物の名前などに関しては以下の設定変更がある。
- 磯川警部ではなく等々力警部が登場する[1]。
- 金田一は千万太の遺言を直接聞いたのではなく、探偵業務の依頼者・雨宮から伝え聞いている。
- 儀兵衛の妻の名は志保ではなく巴（原作では出身の屋号）である。
- 床屋清公の本名が「清十郎」と設定され、娘の「お七」が居て母娘で床屋稼業を手伝っている。

以下の改変には、ストーリー展開を簡略化する効果がある。
- 金田一は笠岡港で釣鐘の積込に立ち会っていた了然・村長・幸庵に出会って事情を説明し、釣鐘と同じ船で入島する。なお、その直前に復員詐欺犯にも遭遇している。
- 金田一が静養を表向きの目的として来島した設定は無く、了然も1泊で帰すつもりで寺に宿泊させた。なお、最後に金田一が寺に支払う宿泊費用を清水巡査に託す場面があるが、このとき5泊で計算している。
- 金田一は分鬼頭へ初めて行く際に道を聞きに床屋に入り、清水巡査とお七に遭遇して種々の事情をまとめて聞き出す。
- 金田一は、花子が行方不明になった段階で、自分が探偵で三姉妹殺害阻止に来たことを早苗に打ち明けて情報を求める。雪枝殺害のアリバイが成立して留置場から解放されたときにも清水巡査に自分は探偵であると説明し、雪枝殺害現場で等々力警部に何者かと問われて清水巡査が探偵だと答えたために、皆に正体が知れる。
- 花子殺害時に了然が了沢に忘れ物を取りに戻らせたのは原作通りだが、竹蔵は元々その場に居なかった。このとき金田一が何をしていたかは不明である。
- 花子死体発見後、竹蔵が本鬼頭と駐在所へ知らせに行ってしまったため了沢が村長と幸庵を呼びに行き、境内の確認は了然と金田一の2人になった。確認後、了然が如意を取り落とすが、単にリューマチの症状が出ただけである。了然が復員兵を意図的に逃がす設定は無い。
- 金田一は「きちがい」云々を聞いて疑問に思っただけで了然に確認はしなかった。了然の「世の中には思いも及ばぬ恐ろしいことがある」云々という科白は、雪枝の死体に見立ての処理をしたあと了沢に対して発せられた。
- 屏風が了然から金田一への挑戦だったという設定は無い。この屏風には俳画ではなく句と署名のみの色紙が嘉右衛門の生前から貼られていた。月代殺害後に金田一が俳句の重要性に気付いたときには了然が撤収していたが、床屋清公が覚えていたのを聞き出す。同時に、釣鐘が歩いた話をお七が客の漁師から聞き出す。
- 早苗が復員だよりを聞かなくなった設定は無い。

そのほか、原作から以下の変更がなされている。
- 月代あての手紙を横取りした花子は寺へ行ったが、鵜飼は来たのが花子だったので身を隠し、そのまま帰宅する。そのあと了然が花子に嘘を伝えて地神の祠で鵜飼を待たせる。
- 早苗は復員兵を見かけて発した悲鳴を勝野の猫（名前は「ミイ」ではなく「タマ」）のせいにする。
- 清水巡査は海賊退治には出ておらず花子殺害の夜にも駐在所に居り、その知らせで等々力警部が翌朝早々に海賊とは関係なく殺人捜査のために来島する。それに先立って清水巡査は金田一を逮捕留置するが、原作における磯川警部の言動や午前中の金田一の捜査活動に相当する根拠が無いため、理由があまり論理的でない。等々力警部が関係する島民の取り調べを優先したため、雪枝の振袖発見まで留置場に放置されていた。この間に、早苗が消し忘れた足跡を警部の部下である阪東刑事が発見する。
- 海賊が復員服姿であることを聞いた等々力警部たちは幸庵を襲ったのが海賊だと気付き現場付近を捜索する。このとき坂を転落した金田一が野営の跡を見つける。
- 花子と雪枝の葬儀が終わり、等々力警部が武装警官隊を呼び寄せて山狩りを始めたころ、鵜飼は祈祷準備をしている月代にモーションをかけ、金田一はお小夜に関する情報を求めて分鬼頭を訪ねる。巴は本鬼頭で鵜飼を待っていたので儀兵衛が応対し、芝居小屋の跡地へ金田一を連れて行って諸々の経緯を説明する。このとき祈祷所が「一つ家」と呼ばれていることも知るが、金田一はまだ色紙の俳句が読めていなかった。
- 地神の祠の前で花子の簪を見つけて持っていたお七と話していた金田一が復員兵を見かけて追跡、警察と合流して銃撃戦になり、崖の上から復員兵が転落する。
- 山狩りのとき清水巡査が月代の警護責任者だった。月代殺害時に鈴の音が止んだことに幸庵が気付くが、猫に鈴を結びつけたため再び鳴りだし、清水巡査たちは安心してしまう。
- 脱走した与三松を探す早苗に、事件で早苗が果たした役割を金田一が指摘した際、（原作とは逆に）早苗が金田一に島外へ連れていって欲しいと訴え、直後に「冗談です」と否定する。

## トリビア
- 監督の市川崑は、当時手塚治虫原作の『火の鳥』を映画化に取り組んでいたが、東宝から「興行的に安全牌だから」と監督を引き受ける事になり、『火の鳥』の製作が遅れる結果となってしまった[2]。
- 本作は犯人が原作と異なるが、これは、目先を変えたいという思いと、自身が監督を担当する限りは美女を必ず犯人にするという方針を持っていた市川崑の提案に因るもので、この犯人変えは原作者である横溝正史の了承を得て行われ、本作の宣伝の売りにもなった[3]。
- 度々映し出される獄門島の遠景は、市川監督が別班に依頼して屋久島で撮影されたものである[4]。

## 出演者
- 金田一耕助：石坂浩二

- 勝野：司葉子

- 鬼頭早苗：大原麗子（鬼頭一の妹）

- お小夜：草笛光子（鬼頭与三松の妾）
- 分鬼頭巴：太地喜和子

- お七：坂口良子
- 鬼頭月代：浅野ゆう子

- 等々力警部：加藤武
- 分鬼頭儀兵衛：大滝秀治
- 漢方医幸庵：松村達雄

- 清水巡査：上條恒彦
- 鵜飼章三：ピーター
- 鬼頭与三松：内藤武敏
- 荒木村長：稲葉義男

- 復員詐欺の男：三谷昇
- 阪東刑事：辻萬長
- 了沢：池田秀一
- 竹蔵：小林昭二

- 鬼頭花子：一ノ瀬康子
- 鬼頭雪枝：中村七枝子
- 勝野の少女時代：荻野目慶子
- 勝野の少女時代：荻野目洋子[5]
- 勝野の母：東静子
- 鬼頭千万太：武田洋和
- 清十郎の女房：沼田カズ子（ノンクレジット）

- 床屋の清十郎：三木のり平
- 鬼頭嘉右衛門：東野英治郎（本鬼頭家先代、故人）

- 了然和尚：佐分利信

- 役名不明：仲野裕、早田文治

## スタッフ
- 監督：市川崑
- 製作者：市川崑、田中収
- 企画：角川春樹事務所
- 原作：横溝正史
- 脚本：日高真也、市川崑
- 音楽：田辺信一
- テーマ曲：「愛のテーマ」「獄門島のテーマ」
- 演奏：東宝スタジオ・オーケストラ(東宝レコード)
- 撮影：長谷川清
- 美術：村木忍
- 録音：矢野口文雄
- 照明：佐藤幸次郎
- 編集：池田美千子、長田千鶴子
- チーフ助監督：岡田文亮
- 製作担当者：徳増俊郎
- 整音：大橋鉄矢
- スチール：橋山直己
- 合成：三瓶一信
- 錦絵製作：竹内邦夫
- 舞踏振付：西川りてふ
- 効果：東宝効果集団
- 記録：土屋テル子
- 録音：アオイスタジオ
- 現像：東洋現像所

## テレビ版（1977年）との対比
- 本作の封切は1977年8月27日であるが、同年7月30日から8月20日（全4回）にかけて「横溝正史シリーズ（1）」（金田一役は古谷一行）の一編として『獄門島』がTBS系列（製作は毎日放送）が放送され、「映画の公開直前にテレビドラマで同じ原作の作品が、別の役者やスタッフで制作され放送される」という稀有なケースとなった。
- テレビ版は原作に準じたストーリーで犯人も原作通りだが、映画版は上記のように犯人を原作とは別の人物に変更している。映画の予告編では横溝正史本人による「金田一さん、私も映画の中の犯人を知らないんですよ」という語りがあり、映画館の入り口には「テレビとは犯人が違います」という看板が立てられて宣伝されていた。

## ロケ地
- 六島 (岡山県) - 港で撮影が行われた。